# 庇護十世
聖庇護十世（拉丁語：Sanctus Pius PP. X；1835年6月2日—1914年8月20日），原名Giuseppe Melchiorre Sarto；于1903年至1914年在位為教宗。

教宗庇護十世的教宗牧徽

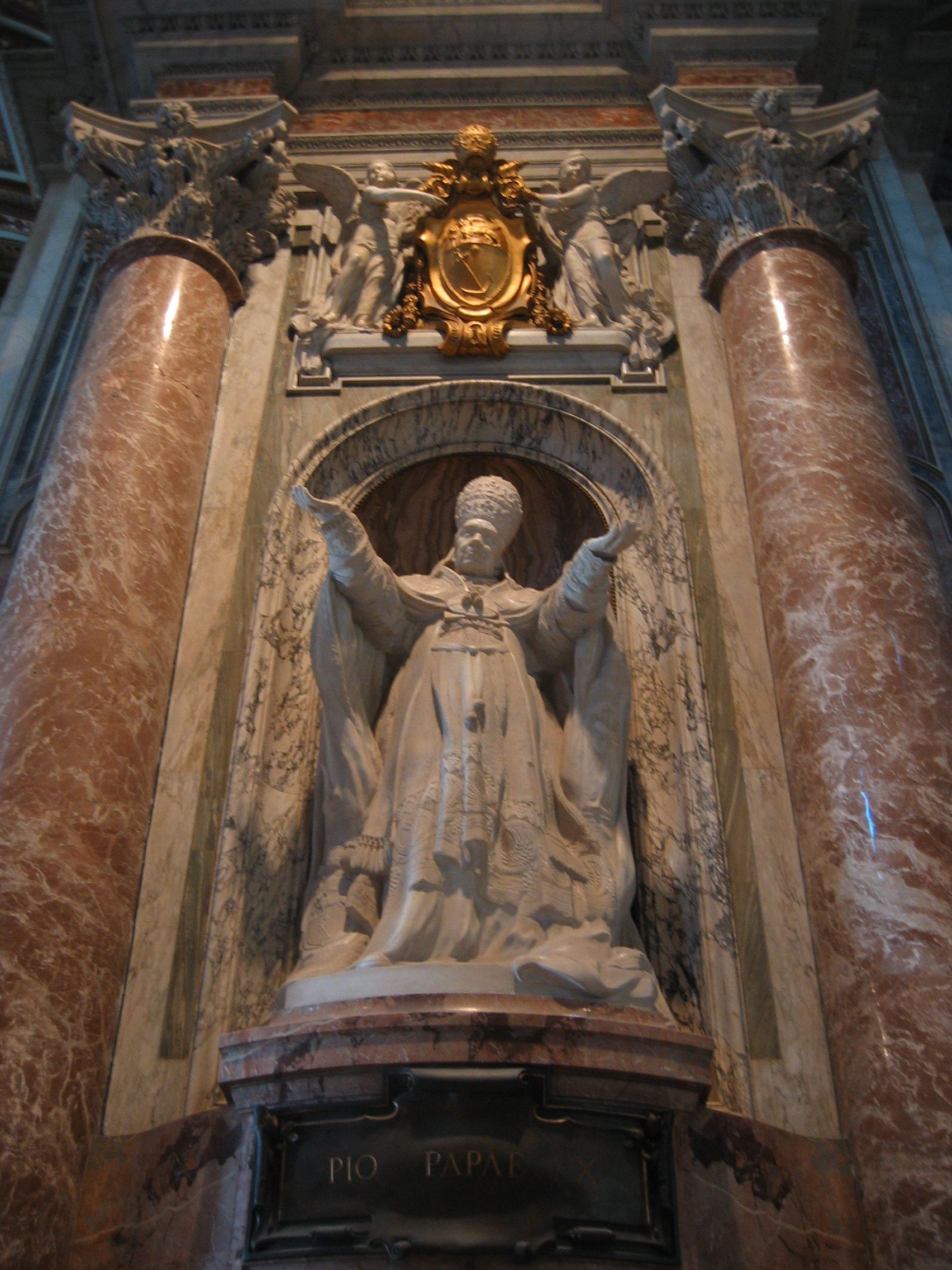
庇護十世雕像

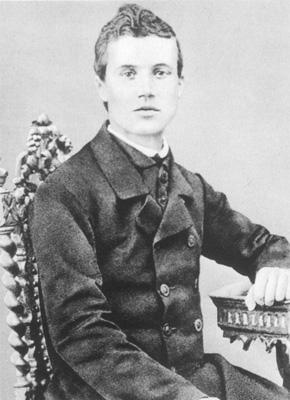
庇護十世

## 生平
教宗庇護十世來自家境貧寒的家庭。於1903年蒙選為教宗，他的座右銘是「在基督內復興一切」。他竭力革新教會禮儀，尤其鼓勵信友勤領聖體，將兒童初領聖體的年齡由以往的十多歲提前到七歲；他也對推動《天主教法典》的編纂及《聖經》的研讀，作出重大的貢獻。他責斥抵觸信仰的現代主義與相對主義，並竭力保護教會的權利免受外界強權的干擾。1914年，第一次世界大戰爆發給他很大的打擊，在為受苦的人類而傷心及憂心的情況下去世。在遺囑中他寫下：「我生來是貧窮的，我的生命也是貧窮的，我也願意死在貧窮中。」

## 紀念
- 澳門聖庇護十世音樂學院
- 反對梵二改革的聖庇護十世司鐸兄弟會

## 譯名列表
- 碧岳十世：香港天主教教區檔案　歷任教宗作碧岳。
- 庇護十世：天主教香港教區禮儀委員會：禧年專頁 （页面存档备份，存于）、《大英簡明百科知識庫》2005年版[永久]、《世界人名翻譯大辭典》1993年版作庇護。

| 天主教會職銜        | 天主教會職銜                 | 天主教會職銜        |
| ------------------- | ---------------------------- | ------------------- |
| 前任者： 利奧十三世 | 罗马主教 教宗 1903年－1914年 | 繼任者： 本篤十五世 |